# Dmitri Nabokov
Dmitri Vladimirovič Nabokov (Berlino, 10 maggio 1934 – Vevey, 23 febbraio 2012) è stato un basso e traduttore statunitense. Era l'unico figlio dello scrittore Vladimir Nabokov e di sua moglie Vera Slonim.

## Biografia
Trasferitosi con la famiglia da Berlino a Parigi nel 1937 per evitare le persecuzioni naziste, in seguito immigrò a New York nel 1940. Dmitri Nabokov crebbe nell'area di Boston mentre il padre insegnava presso la Wellesley College e lavorava come curatore presso la Museum of Comparative Zoology. Dopo essersi laureato presso l'università di Harvard nel 1955, Nabokov studiò canto presso la Longy School of Music, e nel 1961 debuttò come cantante lirico, vincendo il Reggio Emilia International Opera Competition, interpretando il ruolo di Colline in La bohème. Fra i momenti più importanti della sua carriera operistica si possono citare le interpretazioni al Gran Teatre del Liceu con il soprano Montserrat Caballé ed il tenore Giacomo Aragall.
Nel 1967 ebbe in Italia la sua unica esperienza attoriale col giallo Una jena in cassaforte diretto da Cesare Canevari. 

### Carriera letteraria
Nabokov ha tradotto gran parte del lavoro del padre, inclusi romanzi, recite, poesie, letture e lettere, in numerose lingue. Una delle sue prime traduzioni, dal russo all'inglese, è stata Invitation to a Beheading, sotto la supervisione del padre. Nel 1986, Dmitri pubblica la traduzione di una novella precedentemente sconosciuta al pubblico. The Enchanter (Volshebnik), scritto in russo nel 1939, è stato definito "un pezzo morto" da Vladimir Nabokov e si credeva fosse andato distrutto. La novella ha alcune somiglianze con Lolita; di conseguenza (anche se Dmitri non è d'accordo con questa valutazione) è stato descritto come Ur-Lolita ("L'originale Lolita"), un precursore del lavoro più conosciuto di Nabokov.
Come esecutore del patrimonio letterario di suo padre, Nabokov ha anche lottato per oltre 30 anni per pubblicare il manoscritto finale di suo padre, The Original of Laura. È stato pubblicato da Knopf il 16 novembre 2009. In occasione del centenario di Vladimir Nabokov, nel 1999, Dmitri è apparso nel ruolo del padre in Dear Bunny, Dear Volodya di Terry Quinn, una lettura drammatica basata sulle lettere personali tra Nabokov e il critico letterario e sociale Edmund Wilson. Le rappresentazioni hanno avuto luogo a New York, Parigi, Magonza, e Itaca. Dmitri Nabokov ha vissuto fino alla morte fra Palm Beach, Florida e Montreux, Svizzera. È scomparso nel 2012 all'età di 77 anni.